# Rokitnica (Zgierz)
Pour les articles homonymes, voir Rokitnica.
Rokitnica est une localité polonaise de la gmina de Stryków, située dans le powiat de Zgierz en voïvodie de Łódź.